# 高原-中部大區
高原-中部大區（法語：Plateau-Central）是布基納法索十三個大區之一，位於該國中部。面積8,545平方公里。2006年人口647,516人。首府濟尼亞雷。
本區下轄三省，即岡祖爾古省、庫爾維奧戈省和烏布里滕加省。